# Попов, Георгий Петрович
Георгий Петрович Попов (1929—2007) — вице-адмирал, специалист в области теории надежности радиотехнических систем ВМФ.

## Биография
- 1951 — Окончил Высшее военно-морское училище связи.
- 1968 — Окончил Военно-морскую академию им. Н. Г. Кузнецова (ВМА), адъюнктуру.
- 1971 — Доктор технических наук.
- 1975 — Профессор.
- 1980—1990 — Начальник 5-го управления ВМФ.
- 1986 — Вице-адмирал.

Начальник РТС на эсминце «Беспощадный» (1951). Флагманский специалист, старший офицер 5-го отдела Черноморского флота. Преподаватель (с 1968 года), начальник кафедры организации и боевого использования технических средств наблюдения и связи (с 1972 года) ВМА.

## Публикации
- Попов Г. П. Радиоэлектроника в системах управления военно-морского флота. — Москва: Изд-во Оружие и технологии, 2003. ISBN 5-93799-007-2.

## Награды
- Орден Красной Звезды
- Медали.

## О нём
- Игумен Иоанн (Титов). Наш Георгий Петрович. Вестник Ростовского-на-Дону морского собрания.